# Suzy Records
Suzy Records (właściwie Suzy Records d.o.o.) – wytwórnia płytowa w Chorwacji, założona jeszcze w byłej Jugosławii. 

## Historia
Wytwórnia płytowa Suzy została założona w 1972 roku w Zagrzebiu. Od samego początku silnie konkurowała na rynku jugosłowiańskim z krajowym Jugotonem, słoweńskim ZKP RTLJ, bośniackim Diskotonem oraz z serbskimi Jugodiskiem i PGP-RTB. 
Wytwórnia wydaje płyty rodzimych piosenkarzy i grup muzycznych m.in. Film, Mišo Kovač, Parni valjak, Prljavo kazalište, Suncokret; jak i zagranicznych: AC/DC, Adam and the Ants, The Clash, Leonard Cohen, Phil Collins, Alice Cooper, The Doors, Bob Dylan, Fleetwood Mac, Michael Jackson, Cyndi Lauper, Led Zeppelin, Carlos Santana, Paul Simon, Prince oraz Madonna.

## Konkurencja
Największymi konkurentami w branży muzycznej na rynku chorwackim są:
- Croatia Records,
- Menart Records – po podziale od 1997 roku jako Menart Croatia.